# یورکلین (دلاور)
یورکلین (به انگلیسی: Yorklyn) یک منطقهٔ مسکونی در ایالات متحده آمریکا است که در شهرستان نیوکاسل، دلاویر واقع شده‌است. یورکلین ۵۳٫۰۴ متر بالاتر از سطح دریا واقع شده‌است.